# Arktiskt långebarn
Arktiskt långebarn (Lumpenus fabricii) är en ålliknande bottenfisk som tillhör familjen tångsnärtefiskar.

## Utseende
Det arktiska långebarnet är en slank, avlång fisk med en kropp som smalnar av bakåt. Ryggfenan, som har mellan 62 och 65 mjukstrålar, löper längs hela ryggens längd, med en puckel strax bakom den främre änden. Analfenan är kortare och löper längs ungefär två tredjedelar av fiskens längd. Både den och ryggfenan når ända fram till stjärtfenan som har en rundad bakkant. Bröstfenorna är stora och breda, medan bukfenorna saknas nästan helt. Kroppen är ljusbrun med rundade, ljusa fläckar. Den kan bli drygt 36 cm lång.
Arten är mycket lik spetsstjärtat långebarn, men fläckarna är mindre, och stjärtfenan är mer rundad hos denna art.

## Vanor
Arktiskt långebarn är en bottenfisk, som lever på sand- och klippbotten ner till 235 m djup, gärna med alger eller sjögräs. Födan består av kräftdjur, musslor, maskar och fiskrom.

## Utbredning
Utbredningsområdet är cirkumpolärt kring Arktis från Barents hav österut till västra Grönland, från norra Ochotska havet till sydöstra Alaska samt i nordvästra Atlanten söderut till Nova Scotia.